# Kamaldin Gamma
Kamaldin Gamma (* 23. prosince 1980) je chorvatský basketbalista libyjského původu hrající českou Národní basketbalovou ligu za tým BK Synthesia Pardubice. Hraje na pozici pivota.
Je vysoký 206 cm, váží 96 kg.

## Kariéra
- 2004 - 2005 : BK Synthesia Pardubice
- 2005 - 2006 : BK Děčín
- 2006 - 2006 : Brněnský basketbalový klub
- 2006 - 2007 : BK Synthesia Pardubice

## Statistiky
| Sezóna   | Soutěž      | Odehrané minuty | Průměr na zápas | Body | Průměr na zápas |
| -------- | ----------- | --------------- | --------------- | ---- | --------------- |
| 2004/05  | Mattoni NBL | 709.0           | 24.4            | 251  | 8.7             |
| 2005/06  | Mattoni NBL | 759.1           | 19.0            | 335  | 8.4             |
| 2005/06  | Český pohár | 39.9            | 20.0            | 16   | 8.0             |
| 2006/07* | Mattoni NBL | 449.3           | 26.4            | 196  | 11.5            |

- Rozehraná sezóna - údaje k 20.1.2007